# Wolność
Wolność – brak przymusu, możliwość działania zgodnie z własną wolą. Sytuacja, w której można swobodnie dokonywać wyborów spośród wszystkich dostępnych opcji.

## Rodzaje i aspekty
Wolność może oznaczać brak osobistego zniewolenia (więzienie, niewolnictwo, praca przymusowa, porwanie), brak ograniczeń ze strony władz (wolność słowa, wolność zgromadzeń) i innych jednostek (szef, bank, szkoła, rodzina), a także zwyczajów społecznych i warunków naturalnych.

Eugène Delacroix, Wolność wiodąca lud na barykady, 1830

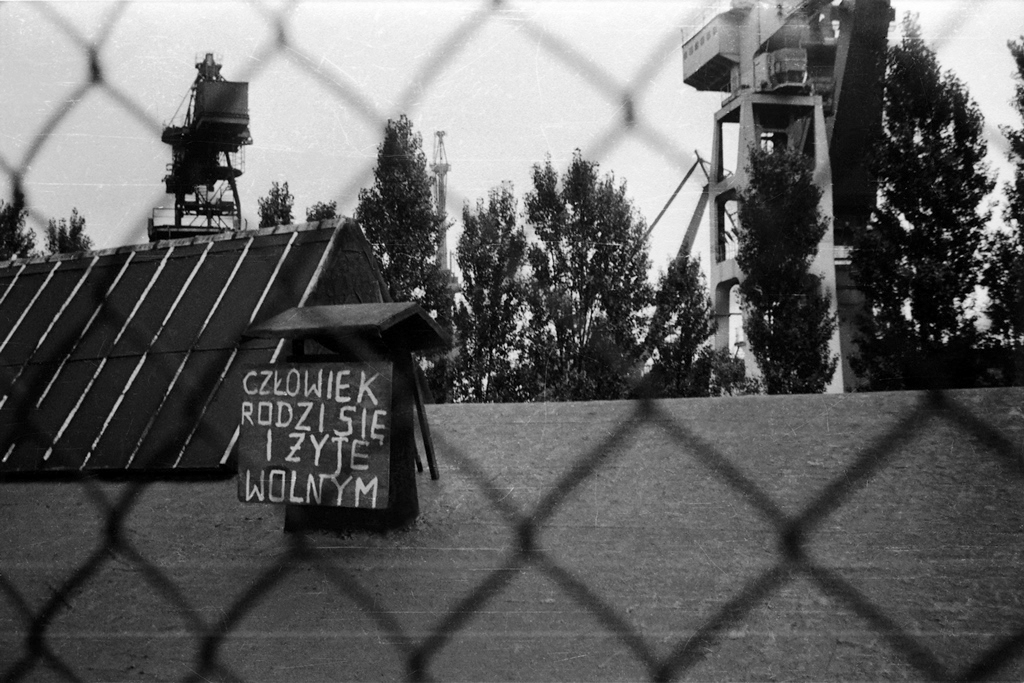
„Człowiek rodzi się i żyje wolnym” - hasło na dachu hali stoczniowej, Gdańsk 1980

Politycznie pojmowaną wolność dzieli się często na wolność od i wolność do. Wolność od (wolność negatywna) oznacza brak przymusu (wolność od prześladowań, wolność od strachu, wolność od głodu), wolność do (czy też prawo do; wolność pozytywna) natomiast rzeczywistą możliwość podejmowania wyborów.
Do tradycyjnych wolności politycznych należą:
- wolność zgromadzeń
- wolność słowa
- wolność religijna
- wolność gospodarcza.

Istnienie wolności przy podejmowaniu decyzji przez człowieka jest ważnym problemem filozoficznym. Na przestrzeni dziejów wykształciły się w tej kwestii dwa główne nurty - determinizm, według którego wolna wola nie istnieje i indeterminizm, według którego wolna wola istnieje.
Skinner, twórca behawioryzmu, wolność zdefiniował jako możliwość osiągania pozytywnych bodźców przez dany organizm.
Lewicowa krytyka społeczna wskazuje, że warunkiem korzystania z wielu wolności jest zabezpieczenie praw społecznych obywateli – takich jak prawo do pracy, dachu nad głową, bezpłatnej opieki zdrowotnej, edukacji. Według niej bez tych praw znaczna część społeczeństwa nie będzie w stanie korzystać z teoretycznie przysługujących im wolności osobistych i politycznych.
Z drugiej strony, według libertarian, gwarantowanie praw społecznych przez państwo wiąże się ze złamaniem wolności i praw innych ludzi – na przykład prawa do własności (poprzez pobieranie podatków).
W wyniku przemian technologicznych w coraz większym stopniu oprogramowanie i informacja wpływają na naszą wolność. Z tego powodu powstały pojęcia wolnego oprogramowania (free software) oraz wolnej dokumentacji (free documentation).
Wolność oznacza brak zewnętrznego przymusu, sytuację, w której człowiek może dokonywać wyborów spośród wszystkich opcji. Najogólniej rzecz biorąc, wolność to możliwość wyboru. Wolność to sytuacja człowieka, który kieruje się wyłącznie swoją własną wolą.
U swoich początków wolność nie była wcale pozytywnym pojęciem filozoficznym, ludzie poznawali ją odróżniając ją od konieczności, losu, przypadku, którym czuli się podporządkowani. Grek jest wolny jako obywatel polis w przeciwieństwie do niewolników, jeńców wojennych lub barbarzyńców. W greckiej tragedii bohater zyskuje wolność, gdy niepojęte działania bogów przyjmuje jako najbardziej osobiste prawo.
Wolność może oznaczać brak osobistego zniewolenia, może oznaczać brak ograniczeń ze strony władz i innych jednostek, a także zwyczajów społecznych i warunków naturalnych. Podstawowy wymiar wolności to wolność polityczna w najróżniejszych dziedzinach życia społecznego, np. wolność wyznania i sumienia, wolność przekonań czy uczestnictwa w życiu publicznym. W tym znaczeniu wolnością cieszy się jednostka, która nie podlega kontroli ze strony państwa, jeśli tylko nie narusza obowiązujących praw.

## Filozofia
Wolność jest ważnym problemem filozoficznym. Mówienie o wolności zakłada istnienie czegoś (duszy, umysłu), co potrafi podejmować decyzję. Filozofia często podkreślała, że wolność jest przeciwieństwem ignorancji i ulegania namiętnościom. Wolny jest tylko ten człowiek, który kierując się prawdziwą wiedzą i własnym rozumem może realizować cele, które uważa za pożądane dla siebie.

### Wolność według Platona
Według Platona, wolność jest istnieniem dobra, w którym dusza w celu własnego doskonalenia chce w sposób konieczny uczestniczyć, podczas gdy u Arystotelesa potrzebny jest do tego akt woli i szczególna zdolność podejmowania decyzji.

### Kartezjusz a wolność
Wolność jest źródłem godności człowieka. Tylko ona stanowi podstawową rację szacunku dla samego siebie. Kartezjusz uznaje formalnie indeterministyczne pojęcie wolności za jej pierwszy stopień. Indeterminizm jest to pogląd filozoficzny przeciwstawny determinizmowi, negujący istnienie koniecznej współzależności zjawisk (zdarzeń), na mocy której każde zjawisko byłoby wyznaczone przez całokształt sytuacji, czyli odwrotnie niż w stanowisku deterministycznym, gdzie wszystkie wydarzenia są nieuniknionymi konsekwencjami przeszłych przyczyn.

### Wolność w egzystencjalizmie
W egzystencjalizmie wolność jest fundamentalnym czynnikiem istnienia. Człowiek, jak mówił J. P. Sartre, jest „skazany na wolność”. Jako istota wolna w sposób absolutny człowiek sam tworzy swoje wartości i normy, wskutek czego spoczywa na nim przytłaczający ciężar odpowiedzialności.

### Wolność a moralność
Wolność i moralność ludzkiego postępowania oparta jest na bycie rozumianym jako dobro, będące przedmiotem działania. W niektórych religiach uważa się, że człowiek został obdarzony wolną wolą, bez której nie byłoby moralności. Wyborów moralnych może dokonywać tylko osoba, która działa dobrowolnie, a nie jest do tego przymuszana. Wolność i moralność są do pogodzenia, taka zależność jest wręcz konieczna, aby uczciwie i godnie przejść przez życie.

### Dobra wola – Kant
U Kanta wolność stanowi warunek autonomii woli na gruncie moralności i jako taka jest wyłącznie postulatem praktycznego rozumu. Kant starał się podsumować różnorakie rozważania na temat wolności, wprowadzając dwojakie jej pojęcie: w sensie kosmologicznym wolność jest to możliwość spowodowania samodzielnie jakiegoś stanu rzeczy; w sensie moralnym jest to świadomość, że się jest upoważnionym do podporządkowania się jedynie prawom akceptowanym przez samego siebie.

### Wola – Epiktet
Nauka Muzoniusza, Sokratesa i Antystenesa pokazała Epiktetowi, że prawdziwą wolnością jest wolność ducha, jaką daje filozofia. Główne zainteresowania Epikteta dotyczyły etyki. Wszystkie rzeczy podzielił na: zależne od naszej woli (np. sądy, pragnienia) i niezależne, stanowiące przez to cudzą własność (np. ciało, bogactwo, sława). Dobro i zło przysługują tylko pierwszej grupie. Cierpienia biorą się z mylenia tego, co od nas nie zależy, z tym, co od nas zależy. Ten, kto rozpoznaje granicę własnego i cudzego i troszczy się wyłącznie o dobra wewnętrzne, niczego nie uczyni wbrew własnej woli, a w konsekwencji będzie człowiekiem w pełni wolnym i osiągnie spokój ducha. Osiągnięcie wewnętrznej wolności wymaga ćwiczenia się w dążeniu do cnoty, rozumianej jako wiedza o „rzeczach boskich i ludzkich”. Tym ćwiczeniem jest filozofia; obejmuje ona trzy części: rozumne opanowanie namiętności, rozumne kierowanie powinnościami wobec innych, obrona przed fałszywymi sądami, nie same rzeczy bowiem, ale „mniemania o rzeczach budzą w ludziach niepokój”.

### Wolność w ujęciu Hegla (praca, historia)
Od czasów Hegla zwykło się wyróżniać „wolność od czegoś” i „wolność do czegoś”; ta pierwsza to wolność negatywna, rozumiana jako brak zewnętrznego przymusu (wolność od prześladowań, wolność od strachu, wolność od głodu), ta druga to wolność pozytywna, w której akcentuje się moment wyboru i możliwość jego zaistnienia („wolność do” czy też „prawo do”).
Dla Hegla wolność pojęta jest również historyczno-genetycznie: konkretne ustalenia wolności duch zyskuje dopiero doświadczając samego siebie w różnych historycznych kształtach, które ujawniają się w filozofii i realizują w praktyce historycznej.
Wolność nie jest właściwością zewnętrzną, lecz powstaje w ludzkiej świadomości, poprzez uświadomienie sobie jej posiadania przez jednostkę i w konsekwencji - społeczeństwo. Następowało to stopniowo w kolejnych okresach historycznych (np. rozpowszechnienie owej świadomości wraz z nastaniem chrześcijaństwa, czy też w okresie reformacji, lub oświecenia).

### Wolność a społeczeństwo
Pierwsze skojarzenie wolności to wolność narodu do samostanowienia, do wyznawania swojej religii, kultywowania zwyczajów i kultury. W kategoriach politycznych Thomas Hobbes definiuje wolność jako brak fizycznego przymusu.

### Wolność według Karola Marksa
Karol Marks twierdził, iż wolność polega na tym, żeby państwo z organu stojącego ponad społeczeństwem przekształcić w organ całkowicie temu społeczeństwu podporządkowany; również dziś formy państwowe są bardziej lub mniej wolne zależnie od tego, w jakim stopniu ograniczają one „wolność państwa".

### Wolność według Pierre'a Proudhona
W opozycji do Marksa pozostawał Pierre Joseph Proudhon, który jako teoretyk państwa należał do twórców anarchizmu.

### Wolność według M. Merleau-Ponty’ego
Dla Murice Merleau-Ponty’ego wolność jest fundamentem bycia człowiekiem, także, a może w szczególności wtedy, gdy wolność ta spotyka się z oporem. W rzeczy samej może ona być bliska zeru, a zarazem nigdy nie będzie fundamentalnie zniszczona. Nawet w obozie koncentracyjnym pozostaje ona czynnikiem określającym człowieczeństwo. Wynika stąd jednak konieczność przeciwstawiania się sytuacjom, w których wolność jest ograniczana czy niszczona. W ten sposób Merleau-Ponty dostrzega związek pomiędzy wolnością jako pewnym momentem egzystencji a możliwościami wolności w ramach jakiegoś społeczeństwa. Ponieważ wolność może być urzeczywistniona jedynie grupowo, stanowi więc ona naszą grupową odpowiedzialność. Odpowiedzialność za innego jest istotnym elementem stworzonego przez Merleau-Ponty’ego obrazu życia.

### Friedrich Nietzsche i wolna wola
Według Nietzschego tylko tzw. nadczłowiek (Übermensch) posiada wolną wolę, wraz z siłą twórczą. Nie mają tego przywileju zwykli ludzie, którzy są uwikłani w starą moralność, przez co nie mogą przekroczyć siebie i stać się wolnymi.

### Isaiah Berlin: wolność pozytywna i wolność negatywna
Isaiah Berlin, zwolennik liberalizmu, stworzył koncepcję dwóch wolności:
- wolność pozytywna – tzw. wolność do... (zgromadzeń, wpływu na władze, wyborów, reprezentacji) tożsama z demokracją i demoliberalizmem. (główny ideolog John Stuart Mill)
- wolność negatywna – tzw. wolność od... (przymusu ze strony władz, obciążeń podatkowych, ingerencji władz w życie prywatne) na której bazuje konserwatywny liberalizm (główni ideolodzy: Alexis de Tocqueville, Herbert Spencer)

Isaiah Berlin uważał, że tylko "wolność negatywna" jest prawdziwą wolnością. Demokracja stanowi bowiem raczej zagrożenie dla wolności niż środek prowadzący do wolności, ingerując w życie ludzkie mamiąc złudnym "prawem wyboru", wykorzystując niechęć wielu do sprzeciwu "wybranych przez nich władz".

### Erich Fromm
„Wolność nie oznacza wolności od wszelkich wiodących zasad. Wolność jest wolnością do rozwoju zgodnego z
prawami struktury egzystencji ludzkiej. (...) Oznacza posłuszeństwo zasadom, które rządzą
optymalnym rozwojem jednostki.”

## Wolność wbuddyzmie
Głównym celem praktykowania metod jakie oferuje buddyzm jest oczyszczenie umysłu z negatywnych emocji, rozpuszczenie egoizmu oraz rozwinięcie wszechobejmującego współczucia, intuicyjnej mądrości i absolutnej wolności, co prowadzi do doświadczenia nieuwarunkowanej radości i szczęścia.

## Wolność w chrześcijaństwie
Według doktryny chrześcijańskiej, Bóg stworzył człowieka jako istotę rozumną, a przez to podobną do Boga; został stworzony jako wolny i mający panowanie nad swoimi czynami. 

### Katolicyzm
„Wolność jest zakorzenioną w rozumie i woli możliwością działania lub niedziałania, czynienia tego lub czegoś innego, a więc podejmowania przez siebie dobrowolnych działań”
Bóg szanuje wolność człowieka. „Rzec można, iż Bóg płaci za ten wielki dar, jakim obdarzył tę istotę, którą stworzył na swój obraz i podobieństwo. Pozostaje więc wobec tego daru konsekwentny”. 
Dopiero pojmując w ten sposób ludzką wolność, można zrozumieć sens istnienia piekła. Bóg pragnie, aby wszyscy zostali zbawieni, ale nikogo nie może do niczego zmusić, gdyż szanuje ludzką wolność i możliwość odrzucenia Go.

### Świadkowie Jehowy
Tylko Jehowa Bóg, jako Stwórcą dysponuje absolutną, nieograniczoną wolnością. Ludzie mają wolną wolę (zdolność do podejmowania decyzji), ale muszą działać w obrębie określonych granic i podporządkować się Bożym prawom. Prawda biblijna zapewnia już teraz wolność. Uwalnia od fałszywych religii, przesądów, szkodliwych praktyk (w tym nałogów). Prawdziwa wolność, którą mieli Adam i Ewa, to uwolnienie z grzechu. Tylko pod rządami Królestwa Bożego nastąpi całkowite uwolnienie od ucisku, cierpień, chorób i śmierci, by móc żyć wiecznie w raju na ziemi.